# Cap Farvel

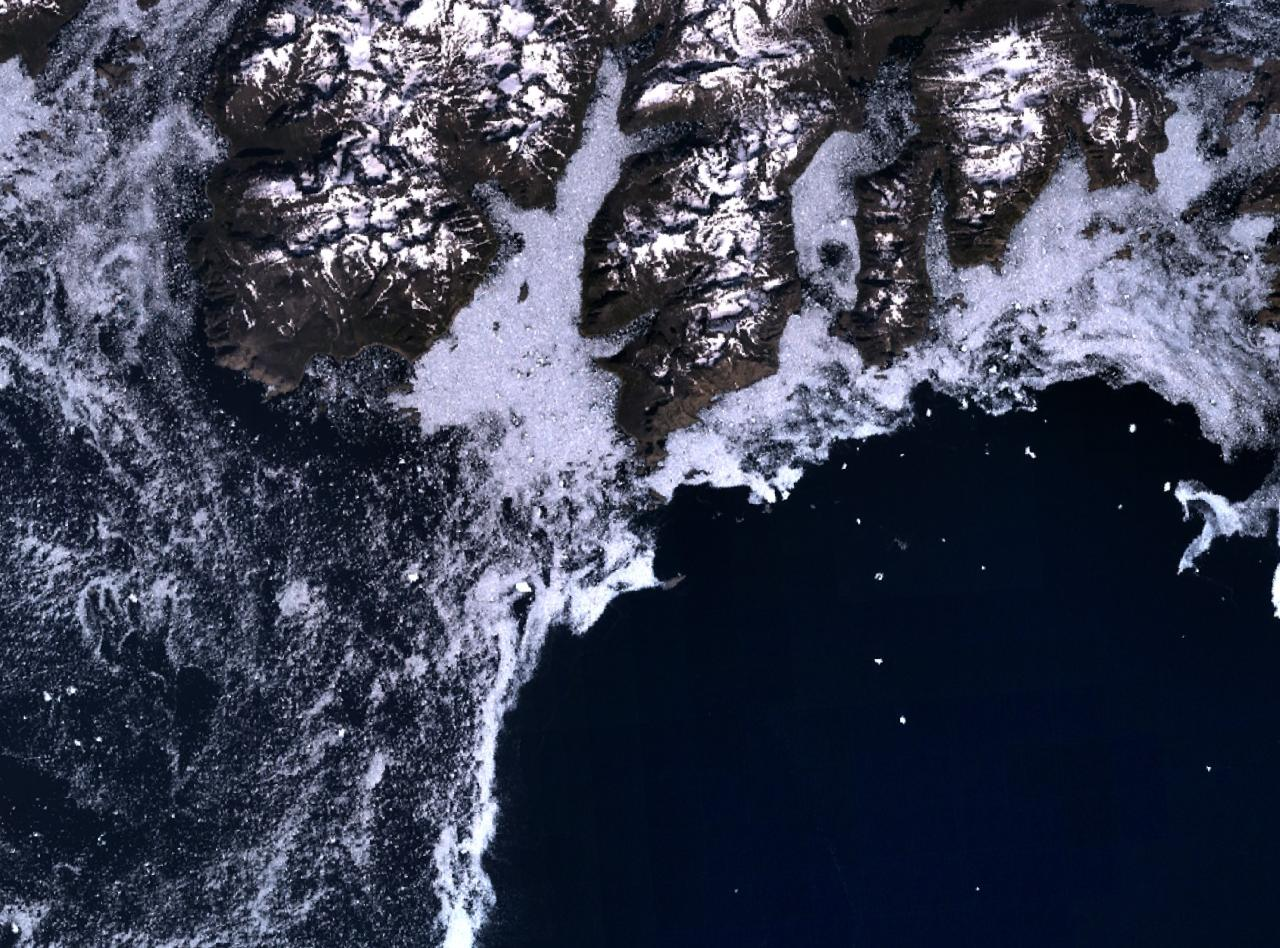
El Cap Farvel (al centre de la imatge) i la costa sud de l'illa Eggerd, La costa (fosca) generalment està envoltada de gel marí, fent difícil de navegar-hi.

Cap Farvel o Cap Farewell (en llengua inuit: Uummannarsuaq, en danès: Kap Farvel) és un promontori al sud de l'illa Egger a Groenlàndia. Les seves coordenades són 59° 46′ 23″ N, 43° 55′ 21″ O / 59.77306°N,43.92250°O i és el punt més al sud de Groenlàndia que es projecta a l'oceà Atlàntic i al Mar del Labrador. Està a la mateixa latitud que Estocolm i les illes escoceses d'Orkney. Egger i unes illes menors associades formen l'arxipèlag Farvel. La zona forma part del municipi Kujalleq.

Uummannarsuaq entre els punts extrems de Groenlàndia